# Holly Schlott
Volker Holly Schlott (* 20. April 1958 in Oelsnitz/Vogtl. als Volker Schlott) ist eine deutsche Jazzmusikerin.

## Leben und Wirken
Nach Klarinettenunterricht an der Musikschule in Oelsnitz/Vogtland studierte Schlott von 1974 bis 1979 Alt- und Sopransaxophon und Flöte an der Hochschule für Musik Hanns Eisler Berlin. Schon 1977 begann sie als professionelle Musikerin in der Rockjazz-Band Fusion. Nach längerer Mitarbeit in weiteren Projekten von Wolfgang Fiedler (etwa einem Trio mit Charlie Eitner) und seit 1980 im Quartett von Uwe Kropinski gründete Schlott 1983 eine erste eigene Gruppe mit dem Tenorsaxophonisten Thomas Klemm sowie Günter Bartel (Bass) und Peter Gröning (Drums).
1985 trat Schlott zum ersten Mal mit ihrem Bläserquartett Fun Horns auf, zu dem neben ihr und Klemm noch der Trompeter Rainer Brennecke und an Posaune und Tuba Jörg Huke gehörten. Mit den Fun Horns gelang 1988 mit einem „Jazzbühne“-Konzert der Durchbruch; internationale Tourneen schlossen sich an, unter anderem auf Einladung des Goethe-Instituts nach Südamerika. Die aktuelle Besetzung besteht außer den Gründern Schlott und Huke aus Falk Breitkreuz und Nikolaus Neuser. Im Duo mit Breitkreuz entstand Favo.
Zwischen 1985 und 1987 arbeitete Schlott auch als Solistin in der Radio Bigband Berlin und trat mit der Hannes-Zerbe-Blechband ebenso auf wie mit der College-Band. Sie spielte weiterhin im Jazzorchester der DDR, mit Pascal von Wroblewsky sowie seit 1992 in Gebhard Ullmanns Ta Lam Acht. Schlott leitete ein eigenes Quartett und ist mit John Tchicai, Tony Lakatos, Harry Beckett, Cecil Taylor, Joachim Kühn, Simon Nabatov, Tony Oxley, Bobby Previte, Günter Baby Sommer und Phil Haynes auf internationalen Festivals und Tourneen aufgetreten. Als Gast wirkte sie in Pierre Dørges New Jungle Orchestra mit. Mit den Pianisten Dieter Köhnlein und Henning Schmiedt spielt sie im Duo. Ferner arbeitete sie mit Mikis Theodorakis und der Sängerin Maria Farantouri für mehrere CD-Produktionen und zahlreiche Konzerte zusammen.
Seit 1993 arbeitet Schlott regelmäßig mit dem Jazzpianisten Reinmar Henschke zusammen. Gemeinsam nahmen sie die Alben influence (1993) und Cafe Thiossane (2005) auf. Eine intensive Zusammenarbeit besteht seit etwa 1996 mit der Sängerin Jocelyn B. Smith.
Seit 1992 ist Schlott als Dozentin an der Hochschule für Musik Hanns Eisler Berlin tätig und komponiert zudem Theater- und Filmmusik. 1995 veröffentlichte Schlott das Spielbuch für Saxophon Saxofun.
2018 erklärte Schlott anlässlich der Veröffentlichung des Soloalbums 2 Spirits ihre Transgender-Identität und wechselte ihren Vornamen zu Holly.

## Auszeichnungen
1990 gewann Schlott den Studiopreis des Senats von Berlin. 2003 folgte mit dem Rolf-von-Nordenskjöld-Orchestra die „Ella“ (Berlin Jazz Award). Schlotts Album Why Not erhielt 1996 die Auszeichnung „Preis der deutschen Schallplattenkritik“. In der Kategorie Holzblasinstrumente erhielt sie den Deutschen Jazzpreis 2023.

## Diskographische Hinweise
- Volker Schlott Quartett: Why Not (Preis der deutschen Schallplattenkritik 1996)
- Billy Jenkins & Fun Horns: East and West (CD des Jahres in Großbritannien)
- Fun Horns: Der Mond ist aufgegangen (Vierteljahrespreis der Deutschen Schallplattenkritik 1997)
- Fun Horns: Echos vom Müggelsee (2012)
- Volker Schlott: Sinfonie einer Hauptstadt (2013)
- 2 Spirits (2018, mit Simon Anke, Benjamin Geyer, Thomas Stieger, Christian Tschuggnall)